# Metropolia Mwanza
Metropolia Mwanza – jedna z 7 metropolii kościoła rzymskokatolickiego w Tanzanii. Została ustanowiona 18 listopada 1987.

## Diecezje
- Archidiecezja Mwanza
  - Diecezja Bunda
  - Diecezja Bukoba
  - Diecezja Geita
  - Diecezja Kayanga
  - Diecezja Musoma
  - Diecezja Rulenge-Ngara
  - Diecezja Shinyanga

## Metropolici
- Anthony Mayala (1987-2009)
- Jude Thaddaeus Ruwa’ichi (2010-2018)
- Renatus Nkwande (od 11 lutego 2019)